# Litarachna smiti
Litarachna smiti is een mijtensoort uit de familie van de Pontarachnidae. De wetenschappelijke naam van de soort is voor het eerst geldig gepubliceerd in 2008 door Pesic, Chatterjee, Ahmed Abada.